# Cruisin' for a Bruisin' (Mike Bloomfield)
Cruisin' for a Bruisin' è il nono ed ultimo album di Mike Bloomfield pubblicato poco prima della sua tragica scomparsa dalla Takoma Records e prodotto da Norman Dayron. Le registrazioni dell'album furono effettuate fra il 27 ottobre e il 29 novembre del 1980 a San Francisco (California).

## Tracce
Lato A
1. Cruisin' for a Bruisin' – 3:49 (King-David)
2. Linda Lu – 2:08 (Ray Sharpe)
3. Papa-Mama-Rompah-Stompah – 3:28 (King-David)
4. Junker's Blues – 2:32 (Champion Jack Dupree)
5. Midnight – 3:46 (J. Vikki)

Lato B
1. It'll Be Me – 3:00 (Jack Clement)
2. Motorized Blues – 4:15 (Nick Gravenites)
3. Mathilda – 2:28 (G. Kjoury, H. Thierry)
4. Winter Moon – 4:34 (Norman Dayron)
5. Snowblind – 5:00 (Jonathan Cramer)

## Musicisti
- Mike Bloomfield - chitarre (brani A1, A2, A3, A4, A5, B1, B2, B3, B4 & B5)
- Mike Bloomfield - voce (brani A1, A2, A4, B1, B2 & B5)
- Mike Bloomfield - pianoforte (brani A1, B1, B2, B3, B4 & B5)
- Mike Bloomfield - organo (brano B3)
- Jonathan Cramer - pianoforte (brani A2, A4, A5 & B5)
- King Perkoff - sassofono tenore (brani A1, A3, A4, A5 & B3)
- Derrick Walker - sassofono tenore (brani A1, A3, A4, A5 & B3)
- Derrick Walker - armonica (brano B2)
- Hart McNee - sassofono baritono (brani A1, A3, A4, A5 & B3)
- Hart McNee - voce (brano B3)
- Henry Oden - basso (brani A1, A2, A3, A4, A5, B1, B2, B3, B4 & B5)
- Tom Rizzo - batteria (brani A1, A2, A3, A4, A5, B1, B2, B3, B4 & B5)